# Bundesverband der Freien Berufe
Der Bundesverband der Freien Berufe e. V. (BFB) ist ein eingetragener Verein mit Sitz in Berlin, der sich um die berufsübergreifenden Aspekte von Angehörigen der Gruppe der Freien Berufe kümmert und deren Ausbau und Erhalt sicherstellen hilft. Auch die Vernetzung der unterschiedlichen Sparten dieser Freiberufler fällt in seinen Zuständigkeitsbereich. Der BFB ist Gastverband im Gemeinschaftsausschuss der Deutschen Gewerblichen Wirtschaft.
Der Berufsverband besitzt auch ein Büro in Brüssel.

## Mandat
Der Bundesverband der Freien Berufe ist als Vermittler zwischen Freiberuflern und den Organen des Bundes, der Länder und Gemeinden auf der politischen Bühne für die Belange derselben zuständig, soll aber auch die Öffentlichkeit für die Belange der Gruppe der Freien Berufe sensibilisieren. Er ist auch Herausgeber der Zeitschrift der freie beruf, die auf ebendiese Belange eingeht.

## Präsidium
Neben Stephan Hofmeister als Präsident gehören dem Präsidium als Vizepräsidenten
- Christoph Benz. Präsident der Bundeszahnärztekammer,
- Heinrich Bökamp, Präsident der Bundesingenieurkammer,
- Andreas Dörschell, Präsident der Wirtschaftsprüferkammer,
- Ursula Funke, Vizepräsidentin der Bundesapothekerkammer und Mitglied des Gesamtvorstandes der ABDA – Bundesvereinigung Deutscher Apothekerverbände,
- Gero Hagemeister, Vizepräsident des Deutschen Steuerberaterverbands,
- Karin Hahne, Präsidentin des Verbandes Freier Berufe in Hessen,
- Ralf Niebergall, Vizepräsident der Bundesarchitektenkammer,
- Thomas Remmers, Vizepräsident der Bundesrechtsanwaltskammer.

an. Wolfgang Ewer, Ulrich Oesingmann und Friedemann Schmidt sind Ehrenpräsidenten des Berufsverbands.

## Mitgliedsorganisationen
2022 gehörten dem Bundesverband der Freien Berufe diese Organisationen an: Bundesärztekammer, Kassenärztliche Bundesvereinigung, Hartmannbund, Gemeinschaft Fachärztlicher Berufsverbände, Bundeszahnärztekammer, Kassenzahnärztliche Bundesvereinigung, Bundespsychotherapeutenkammer, Verband der Privatärztlichen Verrechnungsstellen, ABDA – Bundesvereinigung Deutscher Apothekerverbände, Bundesverband Praktizierender Tierärzte, Bundesverband selbstständiger Physiotherapeuten, LOGO Deutschland, Bundesrechtsanwaltskammer, Deutscher Anwaltverein, Bundessteuerberaterkammer, Deutscher Steuerberaterverband, Bundesverband der Steuerberater, Wirtschaftsprüferkammer, Bundesverband der Rentenberater, Bundesnotarkammer, Institut der Wirtschaftsprüfer in Deutschland, Patentanwaltskammer, Bundesverband Deutscher Unternehmensberatungen, Hauptverband der landwirtschaftlichen Buchstellen und Sachverständigen, Berufsverband der Datenschutzbeauftragten Deutschlands, Bundesverband für selbständige Wissensarbeit, Bundesarchitektenkammer, Vereinigung freischaffender Architekten Deutschlands, Bund Deutscher Baumeister, Architekten und Ingenieure, Bund Deutscher Architektinnen und Architekten, Bund Deutscher Landschaftsarchitekten, Bund Deutscher Innenarchitekten, Bundesingenieurkammer, Verband Beratender Ingenieure, Bund der Öffentlich bestellten Vermessungsingenieure, Bundesvereinigung der Prüfingenieure für Bautechnik, Ausschuss der Verbände und Kammern der Ingenieure und Architekten für die Honorarordnung, Bundesverband öffentlich bestellter und vereidigter sowie qualifizierter Sachverständiger, Arbeitsgemeinschaft der Kfz-Sachverständigen, Deutscher Bundesverband Informationstechnologie für Selbständige, Bundesverband Bildender Künstlerinnen und Künstler e.V., Verband der Restauratoren, aya ashtanga-yoga-association, DPV Deutscher Presse Verband.

## Landesverbände
Dem Bundesverband gehören folgende Landesverbände an:
| Name                                                             | Sitz (Stadt)      |
| ---------------------------------------------------------------- | ----------------- |
| Landesverband der Freien Berufe Baden-Württemberg e. V.          | Stuttgart         |
| Verband Freier Berufe in Bayern e. V.                            | München           |
| Verband der Freien Berufe in Berlin e. V.                        | Berlin            |
| Landesverband der Freien Berufe Brandenburg e. V.                | Potsdam           |
| Verband Freier Berufe in der Freien und Hansestadt Hamburg e. V. | Hamburg           |
| Verband Freier Berufe in Hessen c/o Landeszahnärztekammer        | Frankfurt am Main |
| Landesverband der Freien Berufe Mecklenburg-Vorpommern           | Schwerin          |
| Verband der Freien Berufe im Lande Niedersachsen e. V.           | Hannover          |
| Verband Freier Berufe im Lande Nordrhein-Westfalen e. V.         | Düsseldorf        |
| Landesverband der Freien Berufe Rheinland-Pfalz e. V.            | Mainz             |
| Verband der Freien Berufe des Saarlandes e. V.                   | Saarbrücken       |
| Landesverband der Freien Berufe Sachsen e. V.                    | Dresden           |
| Landesverband d. Freien Berufe Sachsen-Anhalt e. V.              | Magdeburg         |
| Landesverband der Freien Berufe in Schleswig-Holstein            | Kiel              |
| Landesverband der Freien Berufe Thüringen e. V.                  | Weimar            |

## Mitgliedschaften
Der Bundesverband der Freien Berufe ist u. a. auch Mitglied der Europäischen Bewegung Deutschland.